# Austràsia

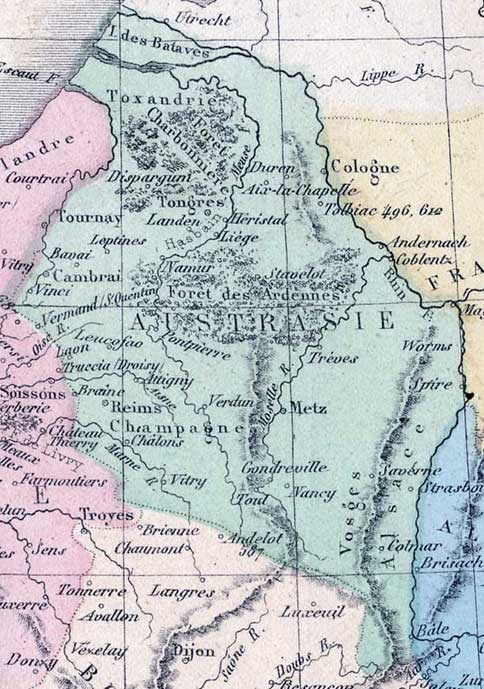
Mapa d’Austràsia

Austràsia (Austrasie en francès i Austrasien en alemany) fou la part nord-oriental del Regne Franc durant el període de la monarquia merovíngia, en contraposició a Nèustria, que era la part nord-occidental.

## Etimologia
El nom Austrasia no està ben documentat en el període merovingi. Es registra primer per Gregori de Tours c. 580 i després per Aimoin de Fleury c. 1000. És presumiblement la llatinització d'un nom Antic Franc, reconstruït com Oster-rike ("Regne Oriental"). Com amb el nom d'Àustria, conté la paraula "Est", per a designar el territori original dels francs en contrast amb Nèustria, la "(nova) terra occidental" en el nord de la Gàl·lia conquistada per Clovis I després de la Batalla de Soissons de 486.

## Geografia
Austràsia abastava territoris de l'est de l'actual França, oest d'Alemanya, Bèlgica i els Països Baixos. De forma aproximada comprenia les terres situades a les conques dels rius Rin, Mosa i Mosel·la. La seva influència es prolongava cap a l'est arribant a Turíngia i Baviera. Metz va ser la capital austrasiàsica, encara que alguns reis van governar des de Reims, Trèveris i Colònia. Altres ciutats importants van ser Verdun, Worms, i Espira. L'Abadia de Fulda va ser fundada a l'est d'Austràsia en l'última dècada del període merovingi.
Limitava amb Frísia i l'antiga Saxònia al nord, Turíngia a l'est, Alamània i Borgonya al sud i Nèustria al sud-oest. La frontera exacta entre Nèustria merovíngia i Austràsia no és clara respecte a zones com els comtats medievals de Flandes, Brabant i Hainaut, i zones immediatament al sud.
En l'Alta Edat mitjana, el seu territori es va dividir entre els ducats de Lotharingia i Francònia a Alemanya, amb algunes parts occidentals incloent Reims i Rethel que van passar al Regne de França.
Els seus límits exactes van ser una mica fluids al llarg de la història dels subregnes francs, però es pot considerar que Austràsia correspon aproximadament al territori de l'actual Luxemburg, parts de l'est de Bèlgica, el nord-est de França (Lorena i Xampanya-Ardenes), el centre-oest d'Alemanya (Renània, Hessen i Francònia) i el sud dels Països Baixos (Limburg, Brabant del Nord, amb un sortint al nord del Rin que inclou Utrecht i parts de Gelderland).

## Història

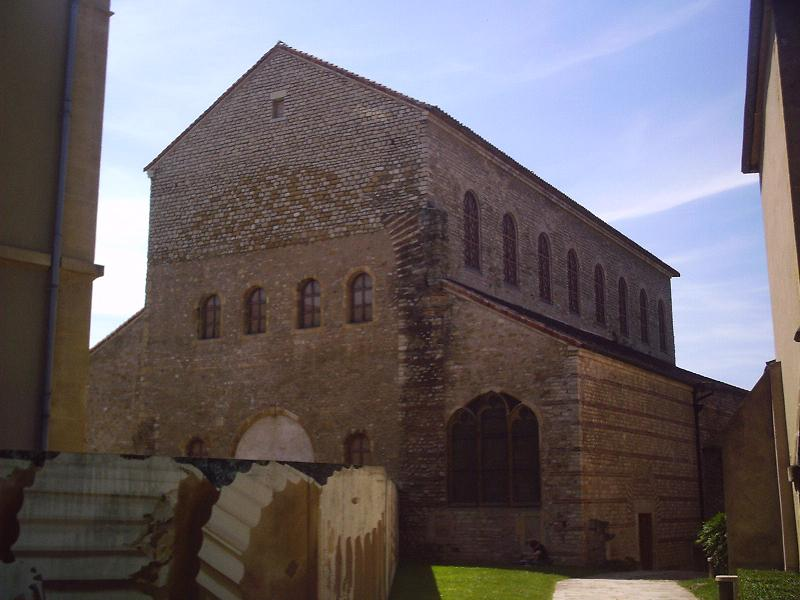
Antiga basílica de Saint-Pierre-aux-Nonnains del segle IV a Metz, capital del regne d'Austràsia

Clodoveu I el Gran, rei dels francs, disposà quan morí (511) que el regne fos dividit entre els seus fills. A Clotari I el Vell li donà Nèustria, a Teodoric I li tocà Austràsia, a Clodomir li correspongué Orleans i Khildebert I heretà París. Des de la divisió del regne franc fins que Pipí el Breu reunificà França a mitjans del segle viii iniciant així la Dinastia carolíngia, Austràsia fou durant la major part del temps un regne independent amb la seva capital situada a Metz.
Descendent de Teodoric, una línia de reis va governar Austràsia fins al 555, quan es va unir amb els altres regnes francs de Clotari I, que van heretar tots els regnes francs el 558. Va tornar a dividir el territori franc entre els seus quatre fills, però els quatre regnes es van unir en tres a la mort de Caribert I el 567: Austràsia va quedar sota Sigebert I, Nèustria sota Khilperic I i Borgonya sota Guntram. Aquests tres regnes van definir la divisió política de França fins a l'ascens dels carolingis i fins i tot després.

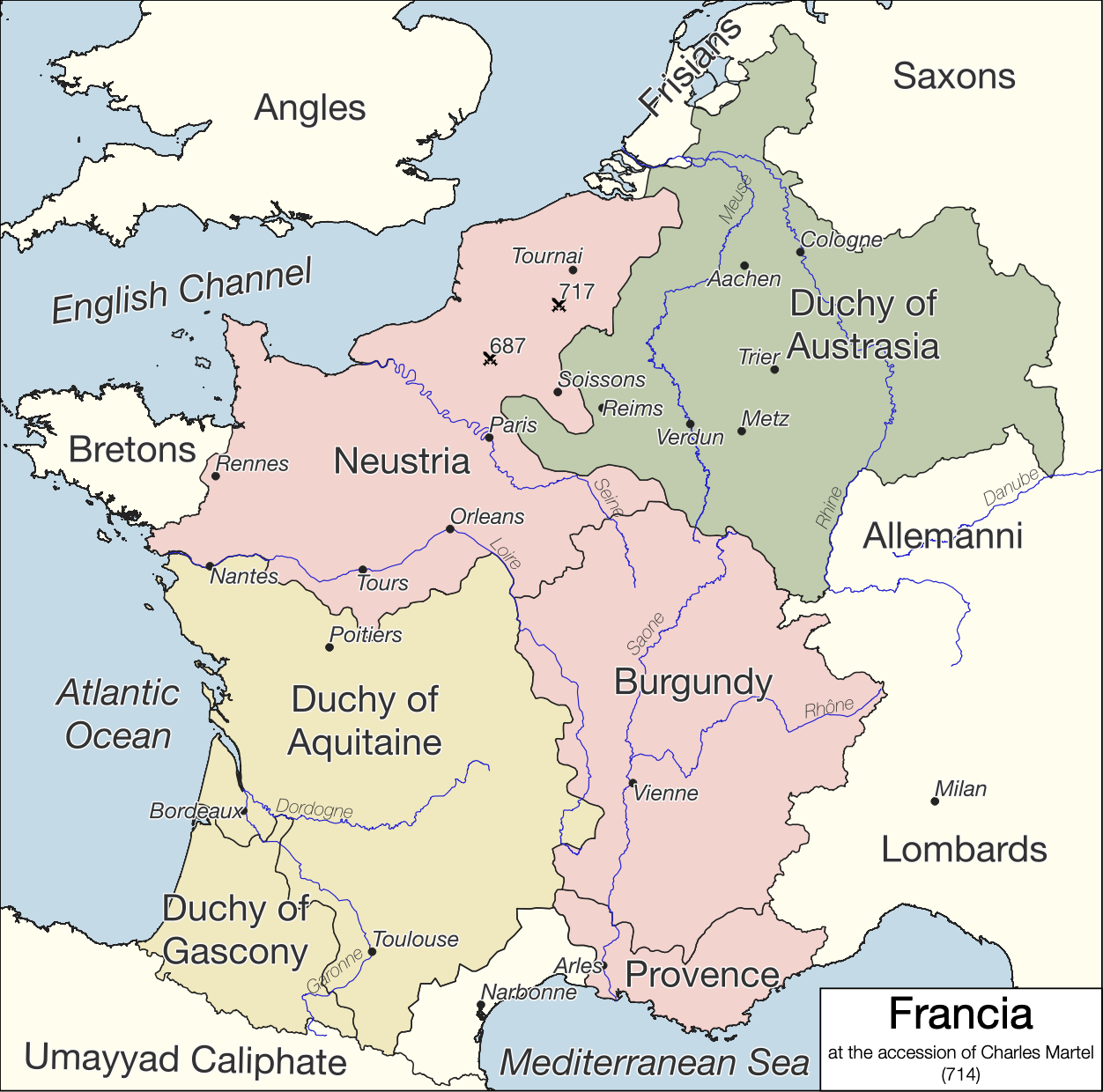
Mapa de França l'any 714 (Austràsia es mostra en verd)

Des de la fundació del regne l'any 511, Austràsia estigué constantment en disputa amb la seva veïna Nèustria i des del 567 fins a la mort de Sigebert II el 613, Nèustria i Austràsia van lluitar gairebé constantment, amb Borgonya fent de pacificador entre elles. Aquestes disputes arribaren al seu clímax amb les guerres que enfrontaren a la reina Brunegilda d'Austràsia i la reina Fredegunda de Nèustria. El 613, una rebel·lió de la noblesa contra Brunegilda deposà a la reina i l'entregà, juntament amb el regne, al rei Clotari II de Nèustria, que reunificà ambdós regnes i creà un Regne Franc unit amb capital a París. Llavors Clotari II va prendre el control dels altres dos regnes i va establir un regne unit franc amb capital a París. Durant aquest període apareixen les primeres majores domus o batlles del palau. Aquests funcionaris van actuar com a mediadors entre el rei i el poble de cada regne. Els primers batlles austrasians provenien de la família dels Pipínids, que va experimentar un ascens lent, però constant fins que finalment va desplaçar els merovingis al tron.
El 623, els austrasians van demanar a Clotari II un rei propi i va nomenar el seu fill Dagobert I per governar-los amb Pipí de Landen com a regent. El govern de Dagobert a Austràsia va ser àmpliament admirat. L'any 629 va heretar Nèustria i Borgonya. Austràsia va tornar a ser deixada fins que, l'any 633, el poble va exigir de nou el fill del rei com a rei propi. Dagobert va complir i va enviar el seu fill gran Sigebert III a Austràsia. Els historiadors sovint classifiquen Sigebert com el primer rei mandrós, o rei de no fer res, de la dinastia merovíngia. La seva cort estava dominada pels alcaldes. L'any 657, l'alcalde Grimoald I va aconseguir posar el seu fill Khildebert l'Adoptat al tron, on va romandre fins a l'any 662. A partir d'aleshores, Austràsia va ser predominantment el regne dels alcaldes Arnulfing del palau i la seva base de poder. Amb la Batalla de Tertry l'any 687, Pipí d'Héristal va derrotar el rei de Nèustria Teodòric III i va establir la seva batllia sobre tots els regnes francs. Fins i tot això va ser considerat pels contemporanis com l'inici del seu "regnat". També va assenyalar el domini d'Austràsia sobre Nèustria, que duraria fins al final de l'era merovíngia.
L'any 718, Carles Martel va tenir el suport austrasià en la seva guerra contra Nèustria pel control de tots els regnes francesos. Ell mateix no era rei, però va nomenar Clotari IV per governar Austràsia. L'any 719, França va ser unida per la família de Martel, la dinastia carolíngia, sota l'hegemonia d'Austràsia. Mentre que els reis francs van continuar dividint el regne franc de diferents maneres al llarg de les generacions posteriors, el terme Austràsia només es va utilitzar ocasionalment després de la dinastia carolíngia.
Amb la debilitació de la influència reial a Austràsia, el càrrec de Majordom de palau es convertí en el lloc de poder més important del regne i es tornà hereditari dins de la dinastia carolíngia. D'ençà que els carolingis derrocaren l'últim rei merovingi (751), Austràsia no tornà a ser un regne independent. Sota el govern dels successors de Carlemany la part oriental de l'Imperi (la futura Alemanya), rebé el nom d'Austràsia. Quan Pipí el Breu es proclamà rei establí la dinastia carolíngia, va desaparèixer també el càrrec de majordom de palau.

## Governants

### Reis merovingis
- Teodoric I, 511–533
- Teodobert I, 533–548
- Teodobald, 548-555
- Clotari I, 555–561
- Sigebert I, 561–575
- Khildebert II, 575–595
- Teodobert II, 595–612
- Teodoric II, 612–613
- Sigebert II, 613
- Clotari II, 613–623
- Dagobert I, 623–634
- Sigebert III, 634–656
- Khildebert l'Adoptat, 656–661
- Clotari III, 661–662
- Khilderic II, 662–675
- Dagobert II, 675–679
- Teodoric III, 679–691
- Clodoveu IV, 691–695
- Khildebert III, 695–711
- Dagobert III, 711–715
- Khilperic II, 715–717
- Clotari IV, 717–720
- Khilperic II, 720–721 (de nou)
- Teodoric IV, 721–737
- Khilderic III, 743–751

### Majordoms del palau
- Parteni, des de 548
- Gogo, c.567–581
- Wandelè, des de 581
- Gundulf, des de 600
- Landric, des de 612
- Warnacari II, 612–617
- Chucus, 617–623
- Pipí de Landen, 623–629
- Adalgisel, 633–639
- Pipí de Landen, 639–640 (de nou)
- Otto, 640–643
- Grimoald I, 643–656
- Wulfoald, 656–680
- Pipí d'Héristal, 680–714
- Teodebald, 714–715
- Carles Martell, 715–741
- Carloman, 741–747
- Pipí I el Breu, 747–751